# Cnemaspis flavigaster
Espèce
Cnemaspis flavigaster est une espèce de geckos de la famille des Gekkonidae.

## Répartition
Cette espèce est endémique du Selangor en Malaisie.

## Description
Cnemaspis flavigaster mesure, queue non comprise, jusqu'à 50,1 mm.

## Publication originale
- Chan & Grismer, 2008 : A new species of Cnemaspis Strauch 1887 (Squamata: Gekkonidae) from Selangor, Peninsular Malaysia. Zootaxa, n. 1877, p. 49–57.